# Vâlcea (distrikt)
Vâlcea er et distrikt i Oltenien i Rumænien med 416.908 (2002) indbyggere. Hovedstad er byen Râmnicu Vâlcea.

## Byer
- Râmnicu Vâlcea
- Drăgăşani
- Băbeni
- Bălceşti
- Băile Govora
- Băile Olăneşti
- Berbeşti
- Brezoi
- Călimăneşti
- Horezu
- Ocnele Mari

## Kommuner
| - Alunu - Amărăşti - Bărbăteşti - Berislăveşti - Boişoara - Budeşti - Bujoreni - Buneşti - Câineni - Cernişoara - Copăceni - Costeşti - Creţeni - Dăeşti - Dănicei - Diculeşti | - Drăgoeşti - Fârtăţeşti - Făureşti - Frânceşti - Galicea - Ghioroiu - Glăvile - Goleşti - Grădiştea - Guşoeni - Ioneşti - Lăcusteni - Lădeşti - Laloşu - Lăpuşata - Livezi | - Lungeşti - Măciuca - Mădulari - Malaia - Măldăreşti - Mateeşti - Mihăeşti - Milcoiu - Mitrofani - Muereasca - Nicolae Bălcescu - Olanu - Orleşti - Oteşani - Păuşeşti - Păuşeşti-Măglaşi | - Perişani - Pesceana - Pietrari - Popeşti - Prundeni - Racoviţa - Roeşti - Roşiile - Runcu - Sălătrucel - Scundu - Sineşti - Şirineasa - Slătioara - Stăneşti | - Ştefăneşti - Stoeneşti - Stoileşti - Stroeşti - Şuşani - Suteşti - Tetoiu - Titeşti - Tomşani - Vaideeni - Valea Mare - Vlădeşti - Voiceşti - Voineasa - Zătreni |

## Demografi
45°05′N 24°07′Ø / 45.08°N 24.11°Ø